# Hubert de Givenchy
Hubert James Marcel Taffin de Givenchy (20. února 1927 Beauvais – 10. března 2018) byl francouzský aristokrat, módní návrhář, kostýmní výtvarník a návrhář kosmetiky.
Od roku 1952 pracoval ve svém vlastním domě módy s názvem Dům Givenchy (Maison Givenchy). Jednalo se o světově proslulého módního návrháře, jehož blízkou osobní přítelkyní a zákaznicí byla herečka Audrey Hepburnová, později mezi jeho prominentní zákaznice patřila Jacqueline Kennedyová Onassisová nebo monacká kněžna Grace Kellyová.